# Ispovjedaonica
Ispovjedaonica je dio crkvenog namještaja u kojemu se vrši ispovijed. Ima mnogo varijanti ispovjedaonica, no sve ispovjedaonice imaju mjesto za svećenika i vjernika koji ispovijeda svoje grijehe. Između njih su guste rešetke da bi se ispovjedna tajna (svećenik cijelu ispovijed treba zadržati za sebe) još bolje mogla očuvati time da svećenik ne vidi lice vjernika koji se ispovijeda. Ispovjedaonica nije jedino mjesto na kojem je moguć sakrament ispovijedi.

## Poveznice
- Crkveni namještaj
- Ispovijed